# Octavian Opriș
Octavian Opriș (n. 16 octombrie 1946- d. 28 septembrie 2022, Bacău, România) este un fost deputat român în legislatura 1990-1992 ales pe listele FSN. În cadrul activității sale parlamentare, Octavian Opriș a fost membru în grupurile parlamentare de prietenie cu Republica Italiană și Republica Federală Germania. În legislatura 1992-1996, Octavian Opriș a fost ales senator pe listele FDSN iar din iulie 1993 a devenit membru în Partidului Democrației Sociale din România. În legislatura 1996-2000, Octavian Opriș a fost membru în grupurile parlamentare de prietenie cu Republica Coreea, Marele Ducat de Luxemburg și Republica Finlanda. În legislatura 2000-2004, Octavian Opriș a fost ales senator pe listele PDSR iar din iulie 2001 a devenit membru PSD. În cadrul activității sale parlamentare, Octavian Opriș a fost membru în grupurile parlamentare de prietenie cu Republica Chile, Republica Coreea și Republica Portugheză. Octavian Opriș a demisionat din Senat la data de 19 mai 2004 și a fost înlocuit de senatorul Vasile Cautiș. În legislaturile 1992-1996, 1996-2000 și 2000-2004, Octavian Opriș a fost membru în comisia juridică de numiri, disciplină, imunități și validări.  
Octavian Opriș a absolvit Facultatea de Drept și Facultatea de Filozofie din cadrul Universității Alexandru Ioan Cuza din Iași și deține titlul de doctor în filozofie acordat de această universitate. 

## Legaturi externe
- Octavian Opriș[nefuncțională – arhivă]
 la cdep.ro